# Bundesautobahn 91
Pour les articles homonymes, voir A91.
La Bundesautobahn 91 était le nom d'un projet de Bundesautobahn dans le Land de Bavière.